# Plaça del Castillo

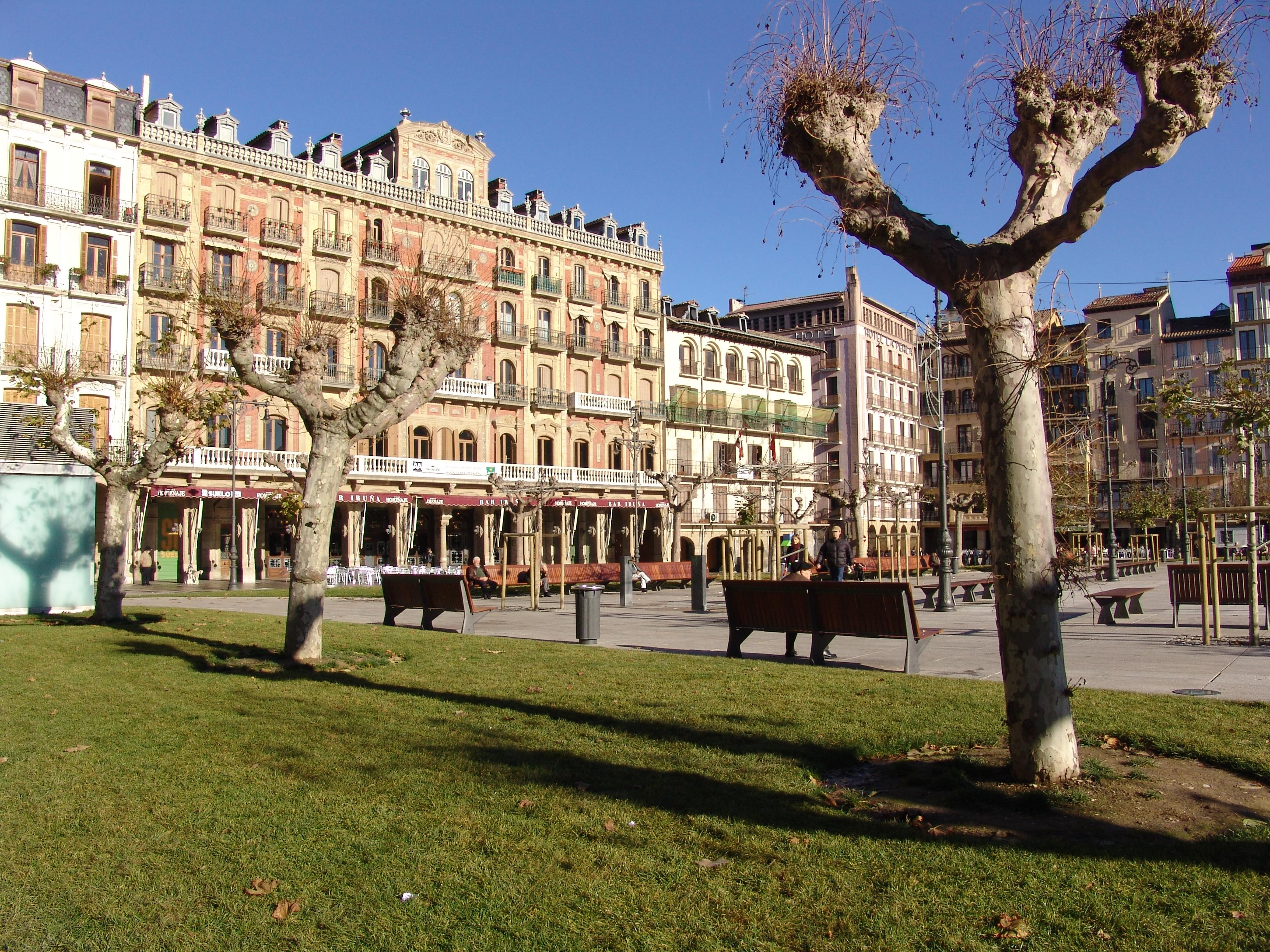
Plaça del Castillo.

La plaça del Castillo/Gazteluko Plaza és una plaça situada en el centre de Pamplona (Navarra). En ella tenen lloc els principals esdeveniments d'aquesta ciutat i és considerada com "la cambra d'estar" dels pamplonesos.

## Història
També anomenada durant un període Plaça de la Constitució, el seu nom actual ha estat sempre més conegut i té història. El primer castell, va ser manat construir en el centre de la plaça pel rei Lluís le Hutin, entre 1308 i 1311. Quan es van reconstruir les muralles per envoltar tota la ciutat aquest castell quedava massa dins de la ciutat, i Ferran el Catòlic mana construir-lo en 1513 amb les pedres del Vell castell, desaparegut cap a 1540. Finalment, cap a 1590, amb la Ciutadella de Pamplona ja en construcció avançada, es va enderrocar aquest últim castell. La plaça ja estava delimitada per tres dels seus costats, menys el costat sud, en el qual, les carmelites descalces, van construir un monestir que va tancar la plaça. Les obres van acabar cap a 1600.
La plaça és fruit de construccions de diferents èpoques, per la qual cosa pot apreciar-se la gran varietat d'estils, sent una plaça molt variada, i de gran solera.
A la fi del XVIII, la plaça, va ser decorada amb una bella font de Luis Paret a l'Abundància, popularment dita la MariBlanca, que va ser enderrocada en 1910, conservant-se solament l'estàtua. En 1836, les Carmelites Descalces es van veure obligades a abandonar el convent amb la Desamortització de Mendizábal. Aquí es construirien el Palau de la Diputació, l'antic Crèdit Navarrès, i el Teatre Principal, tots d'estil neoclàssic. En 1859, es va instaurar l'Hotel La Perla, encara present en un racó de la plaça, i el més antic de Navarra.
Entre 1880 i 1895, es van instaurar el Casino Principal, i Cafè Iruña, amb un aire romàntic de fi de segle que encara conserven. Molts altres cafès van proliferar en aquesta època. Per aquesta plaça passava l'Irati en 1911. Amb la construcció del Segon Eixample el Teatre Principal va haver de retrocedir per obrir pas a la gran obertura de la ciutat, en 1931.
En 1943, es va col·locar el famós quiosc de música.

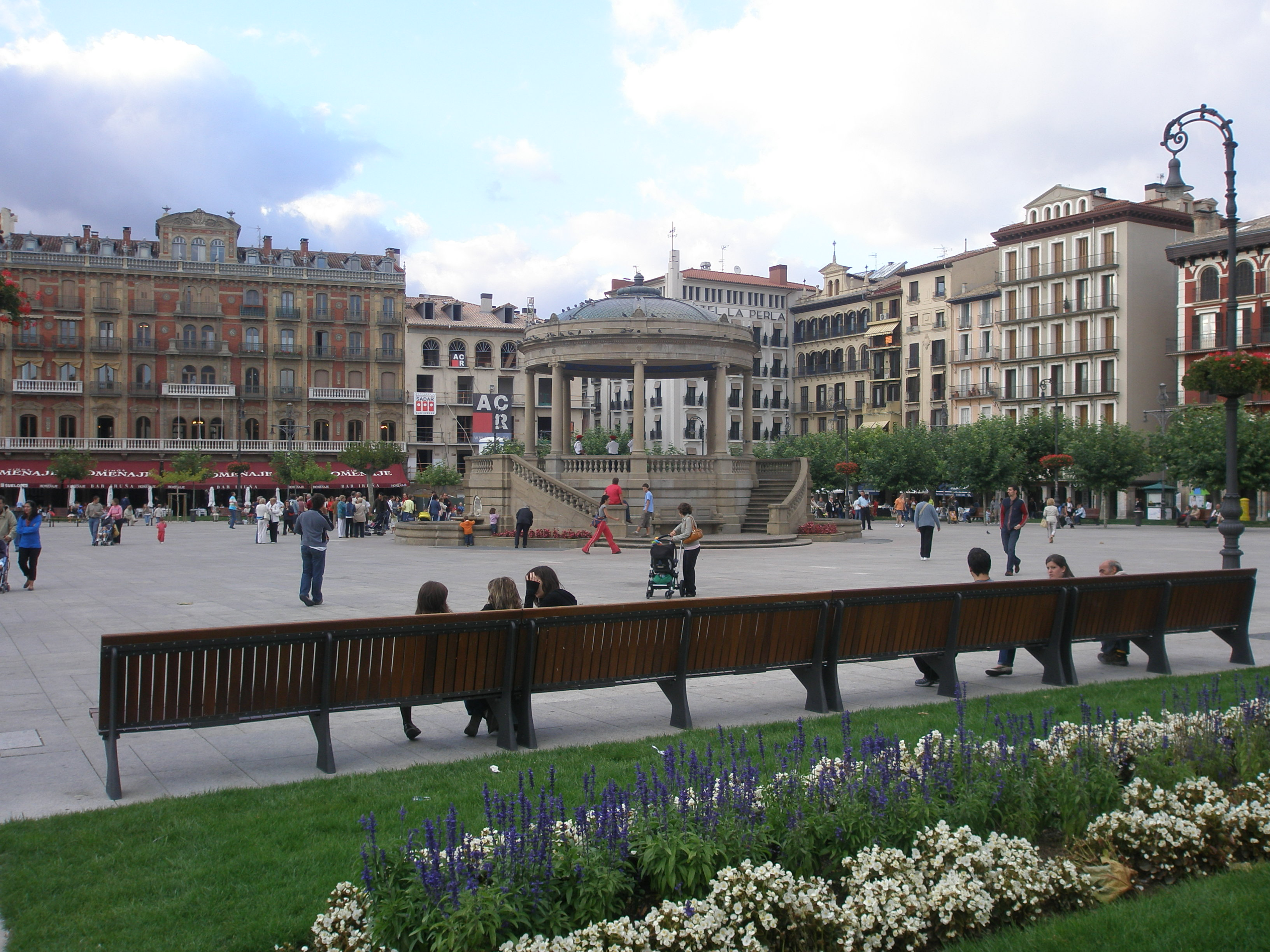
Vista de la plaça del Castillo.

Recentment s'ha rehabilitat la "belena de l'Iruña", un carreró llarg i estret sense sortida, fins ara residual i utilitzat en altres temps per accedir als locals que donaven a carrers més importants.

## La polèmica de l'aparcament subterrani
Amb les obres del polèmic pàrquing en aquesta plaça, es van descobrir en el seu subsòl (2001-2003), restes de termes romanes, una necròpoli musulmana amb més de 200 esquelets, un tram de la muralla medieval, les restes del ja esmentat convent i fins i tot un menhir d'època desconeguda
La majoria d'ells van ser destruïts, cosa que va provocar la indignació de molts ciutadans. L'oposició al·legava que el pàrquing era innecessari i es realitzava amb l'única fi de dotar al petit hotel "La Perla" de la qualificació de "cinc estrelles" (fet que va succeir posteriorment) atès que no posseïa places d'aparcament. També es van produir enfrontaments violents als carrers de la ciutat en relació al que es va considerar un espoli i se'n va editar un llibre.
Només una part mínima de les restes va ser conservada i les termes, el menhir i les restes vascones, entre moltes altres troballes, van ser destruïdes impossibilitant-se a més la prossecució de les recerques a causa de l'obra realitzada. Posteriorment, dels pocs vestigis que es van conservar, la gairebé totalitat van ser destruïts, enterrant-los en 2008 sota una nova unitat urbanística als afores de Pamplona
L'alcaldessa, Yolanda Barcina Angulo (UPN), va defensar la seva gestió i va manifestar que "l'aparcament de la plaça del Castillo va ser una decisió política, i s'ha demostrat que va ser encertada"
La controvèrsia de l'aparcament no va finalitzar amb les obres, ja que es van presentar 41 recursos penals i administratius relatius diferents aspectes contractuals d'aquest, i finalment l'adjudicació realitzada per l'Ajuntament fou anul·lada pels tribunals i el consistori hagué d'indemnitzar a l'empresa adjudicatària que reclamava més de 12 milions d'euros, apropant-se finalment les despeses suportades als 20 milions d'euros, la qual cosa representava gairebé un 10% de les despeses anuals municipals.
En l'actualitat la plaça continua sent un pol d'atracció de la ciutat que es veu afavorit per la conversió parcial en zona de vianants de l'avinguda Carlos III, flanquejada per diversos comerços i sucursals bancàries, i és la zona de major valor econòmic de la ciutat a efectes immobiliaris.

## Galeria

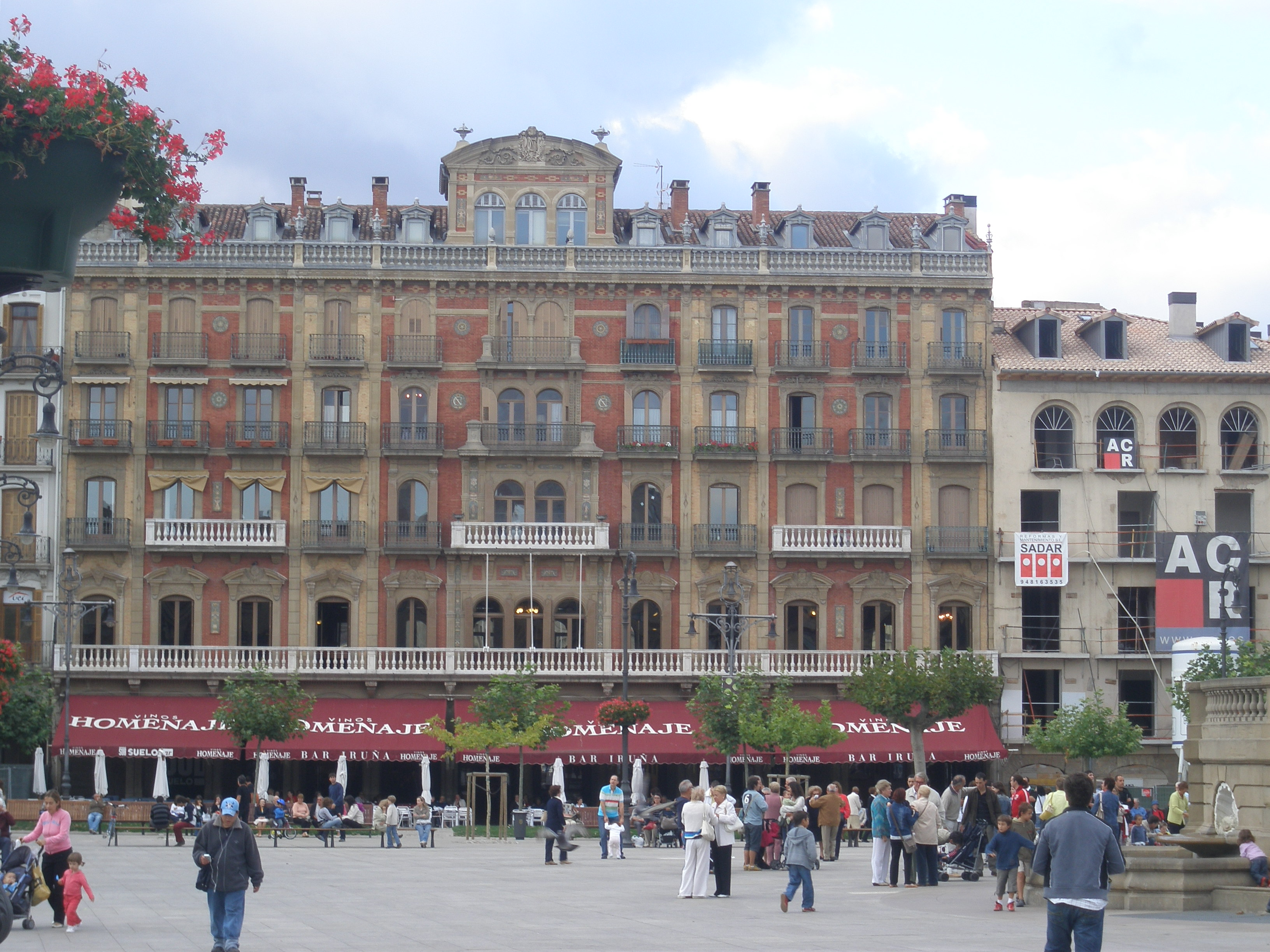
Nou Casino i Café Iruña
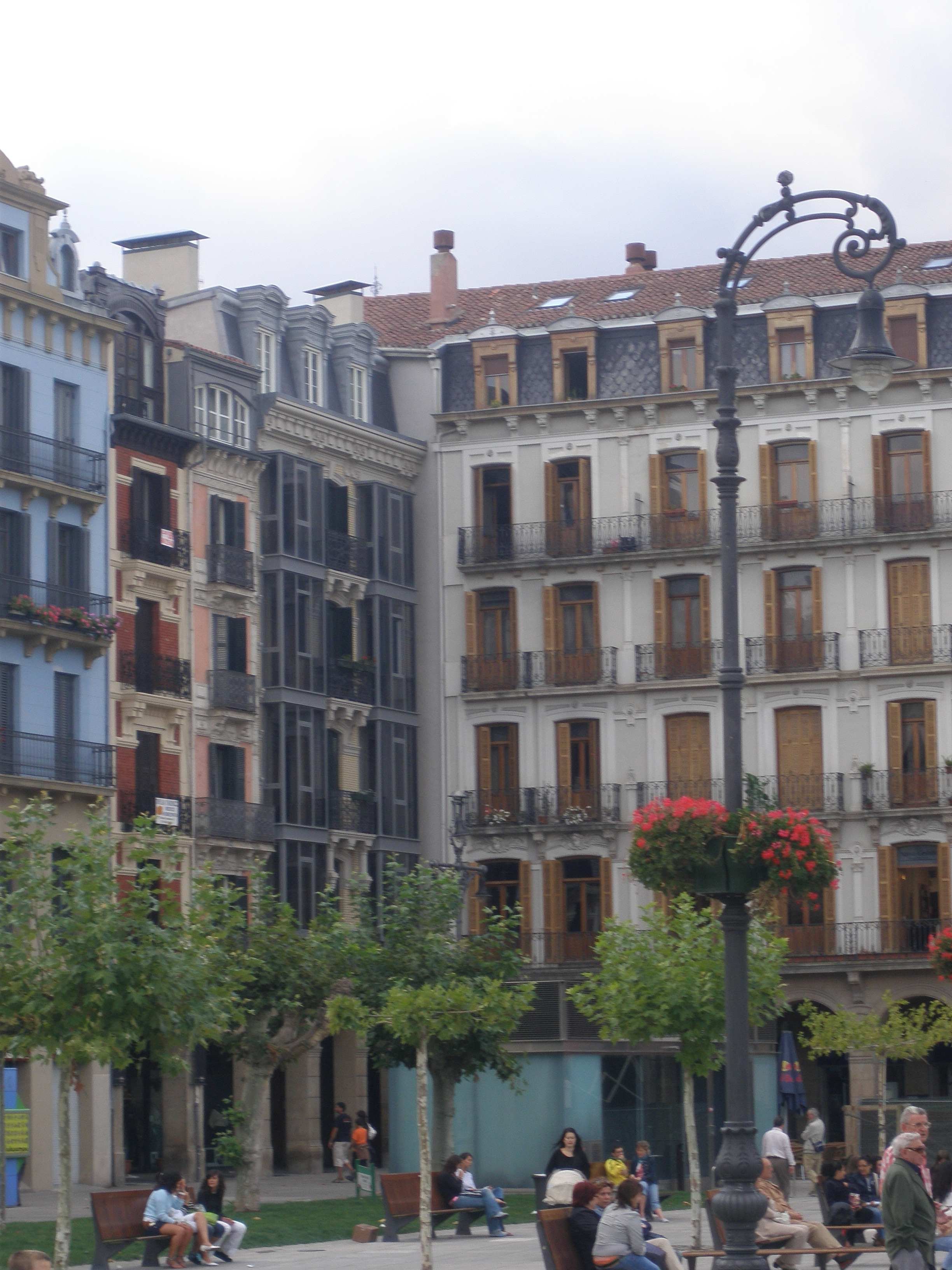
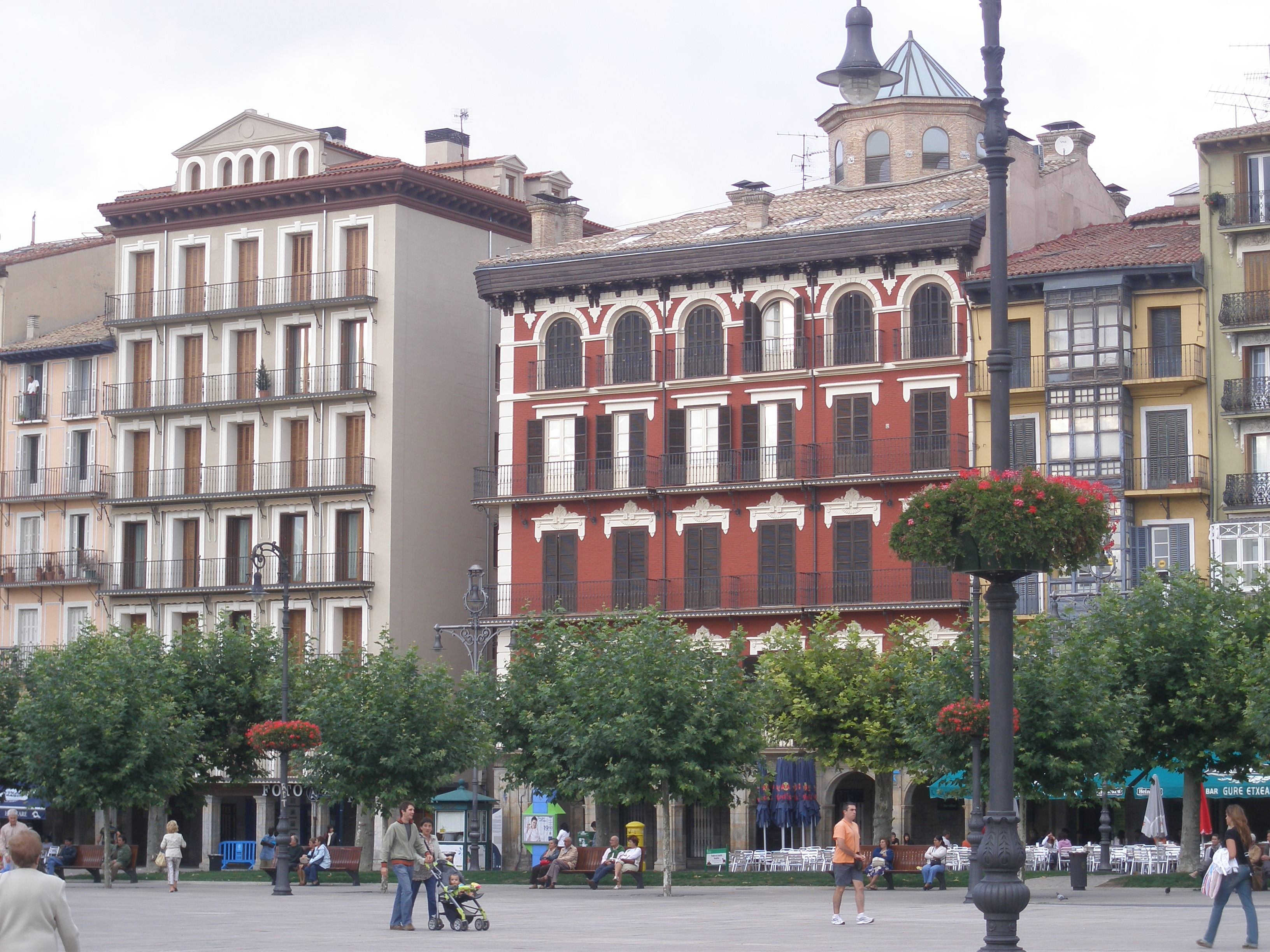
Palau de Goyeneche, palau barroc de la Plaça del Castillo
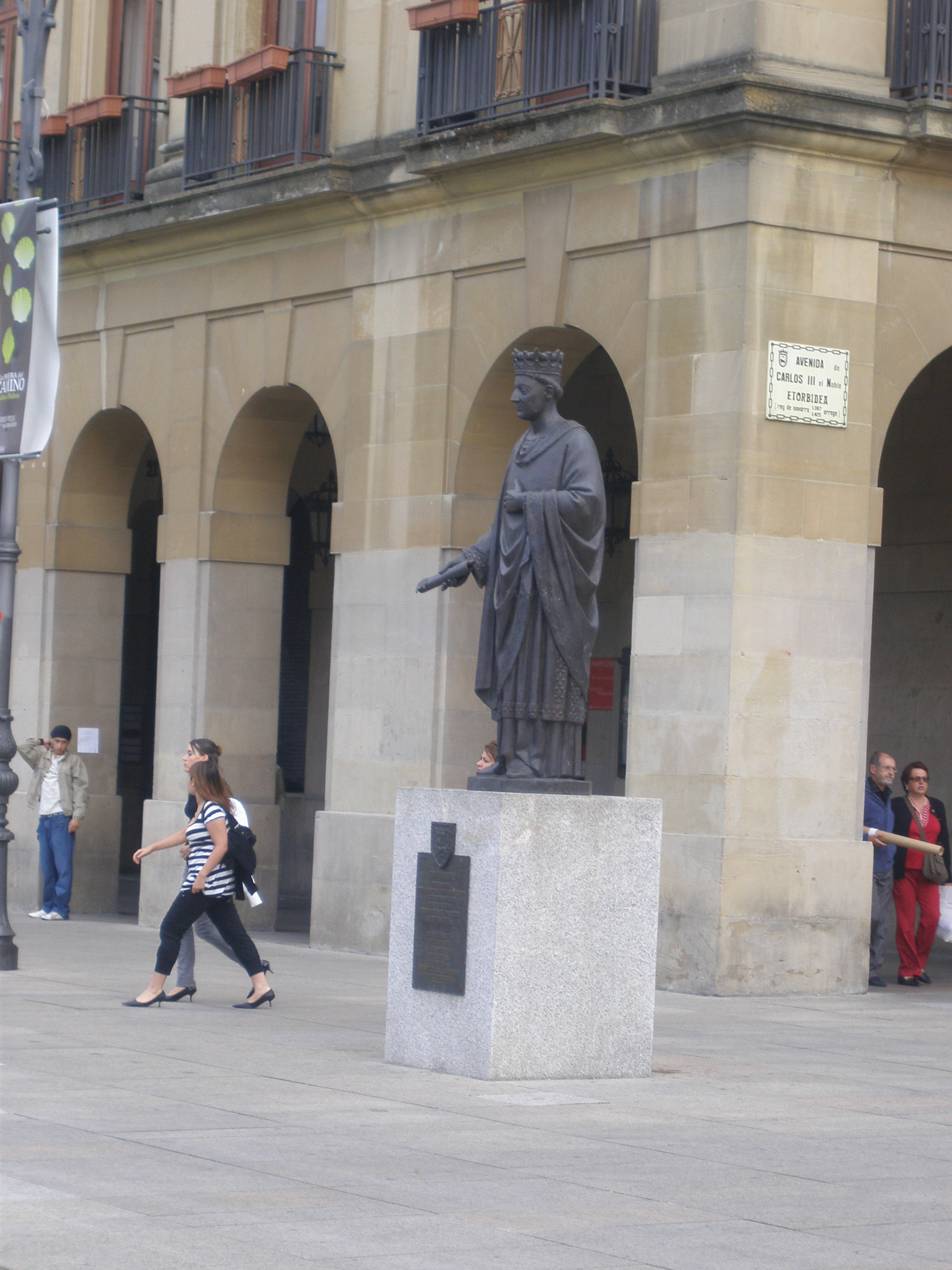
Carles III el Noble
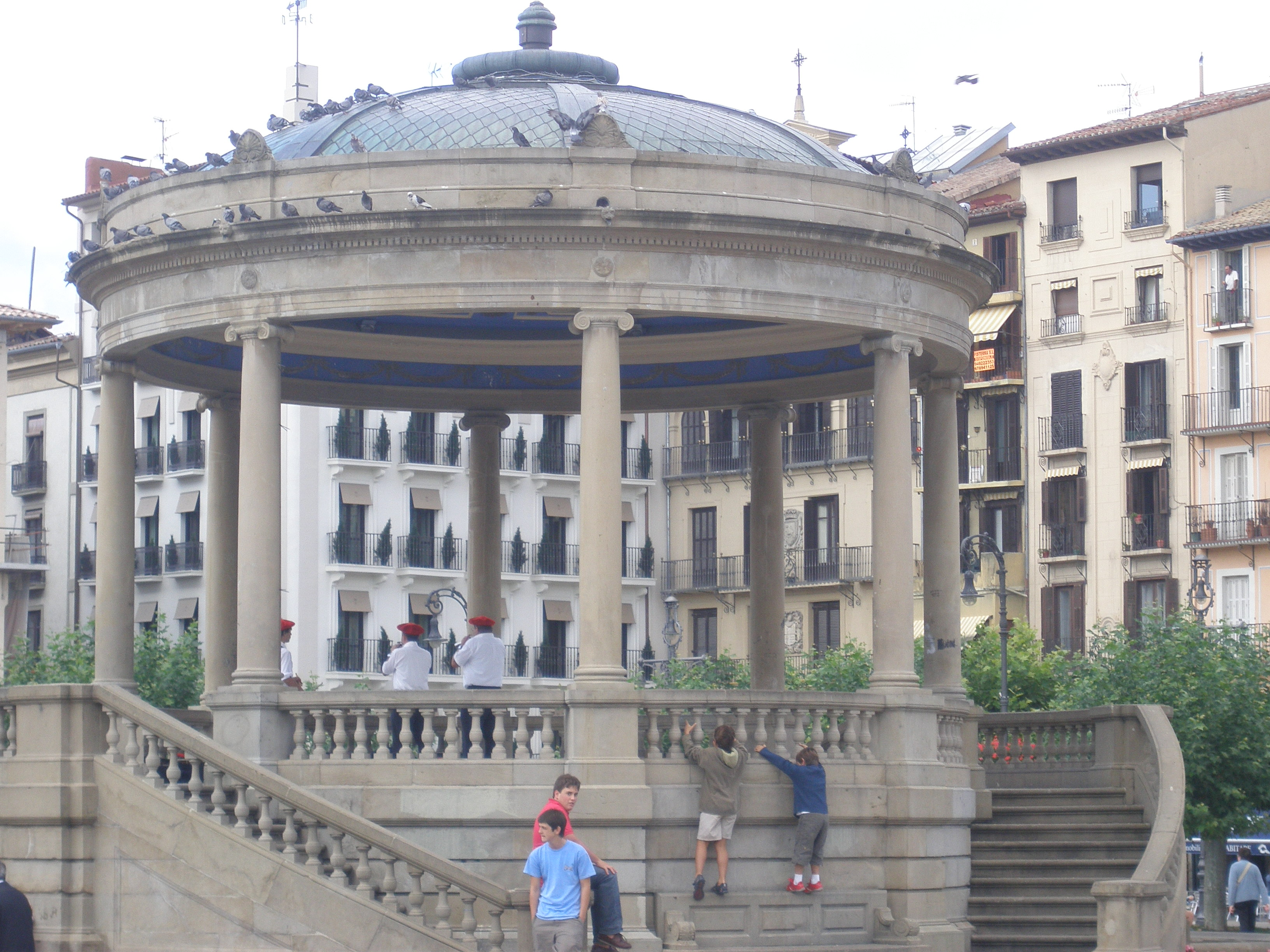
quiosc de Pamplona
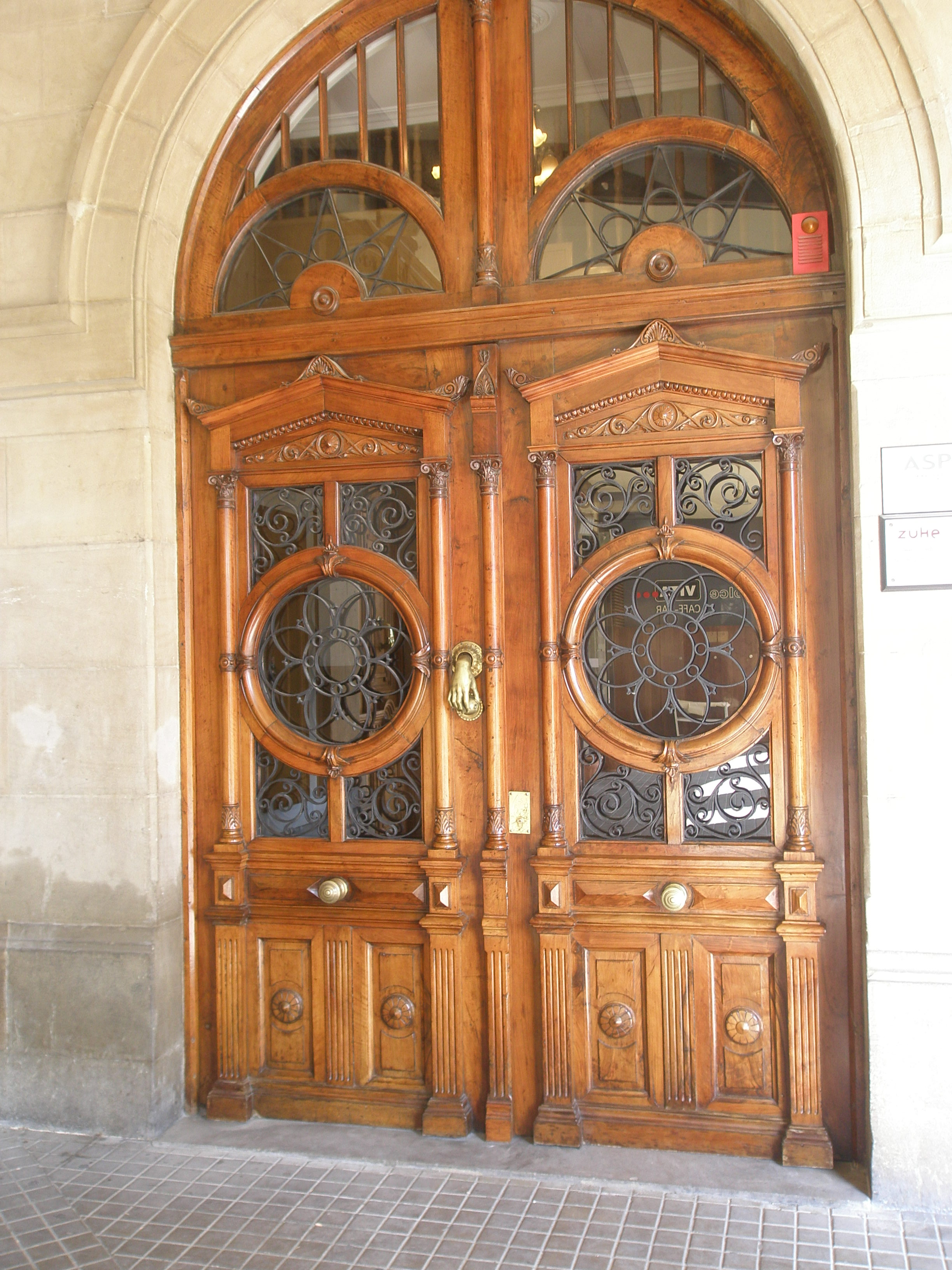
Porta en la Plaça del Castillo.
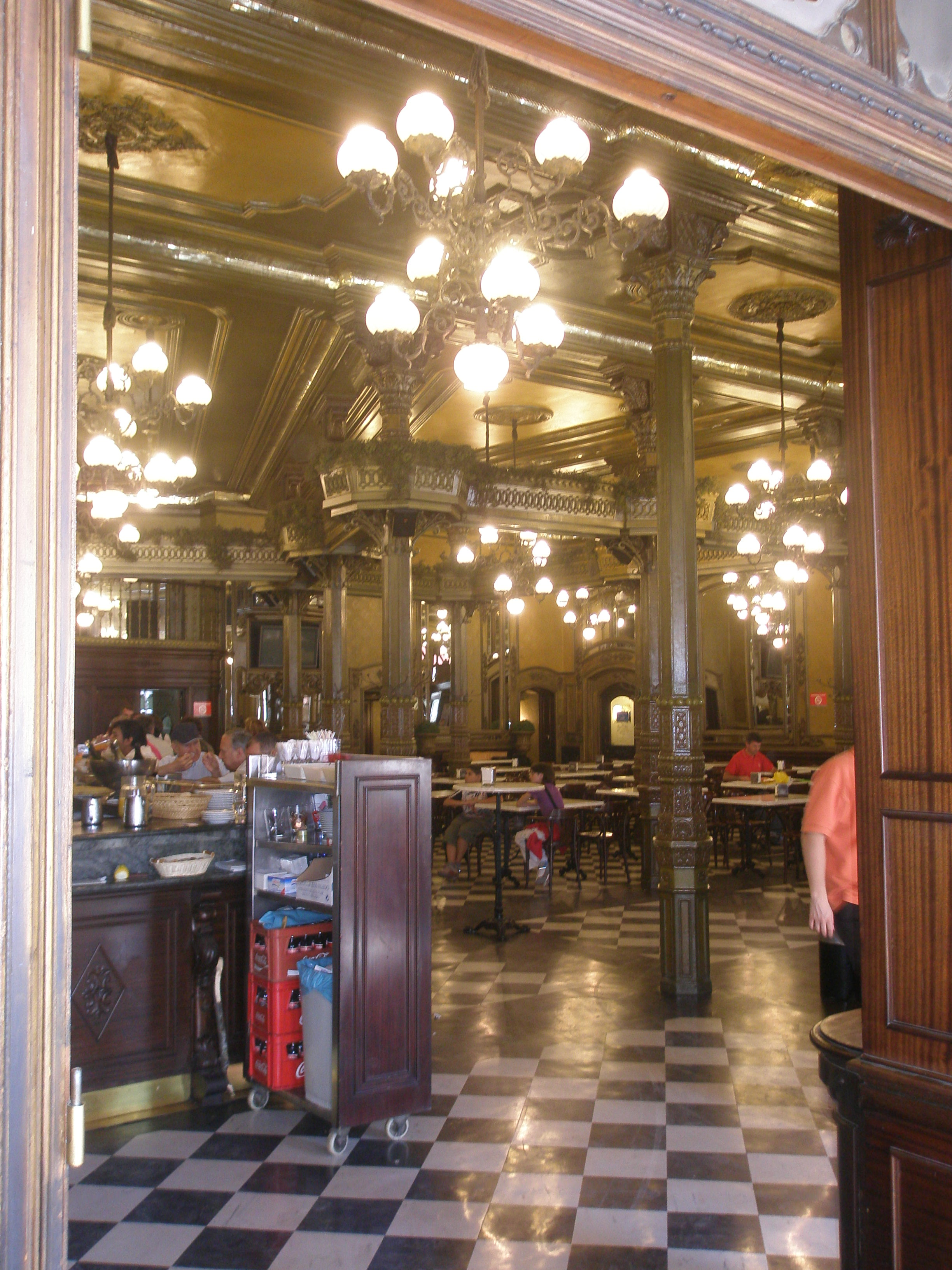
Vista del café Iruña, dels més antics de la ciutat.
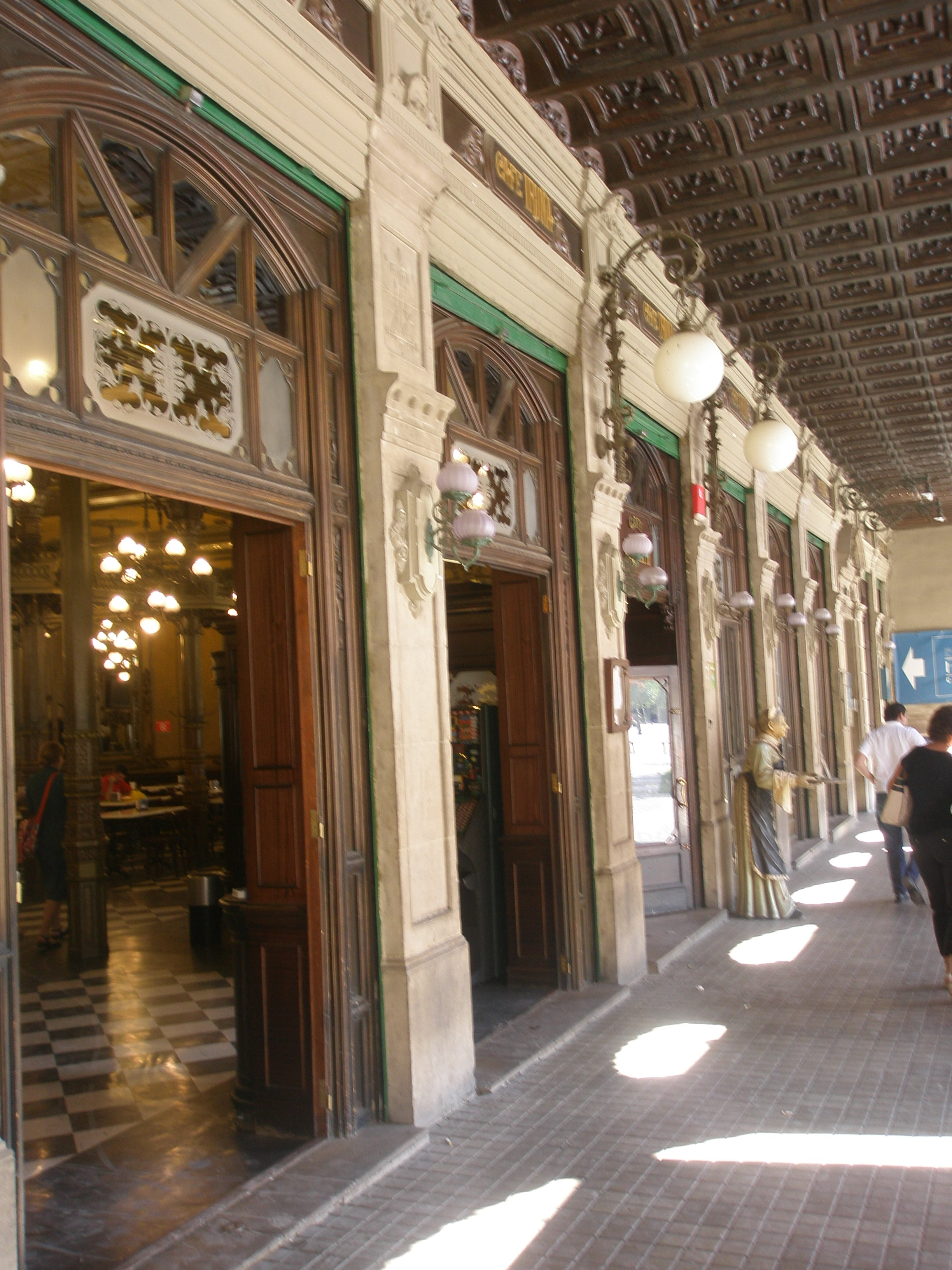
Café Iruña
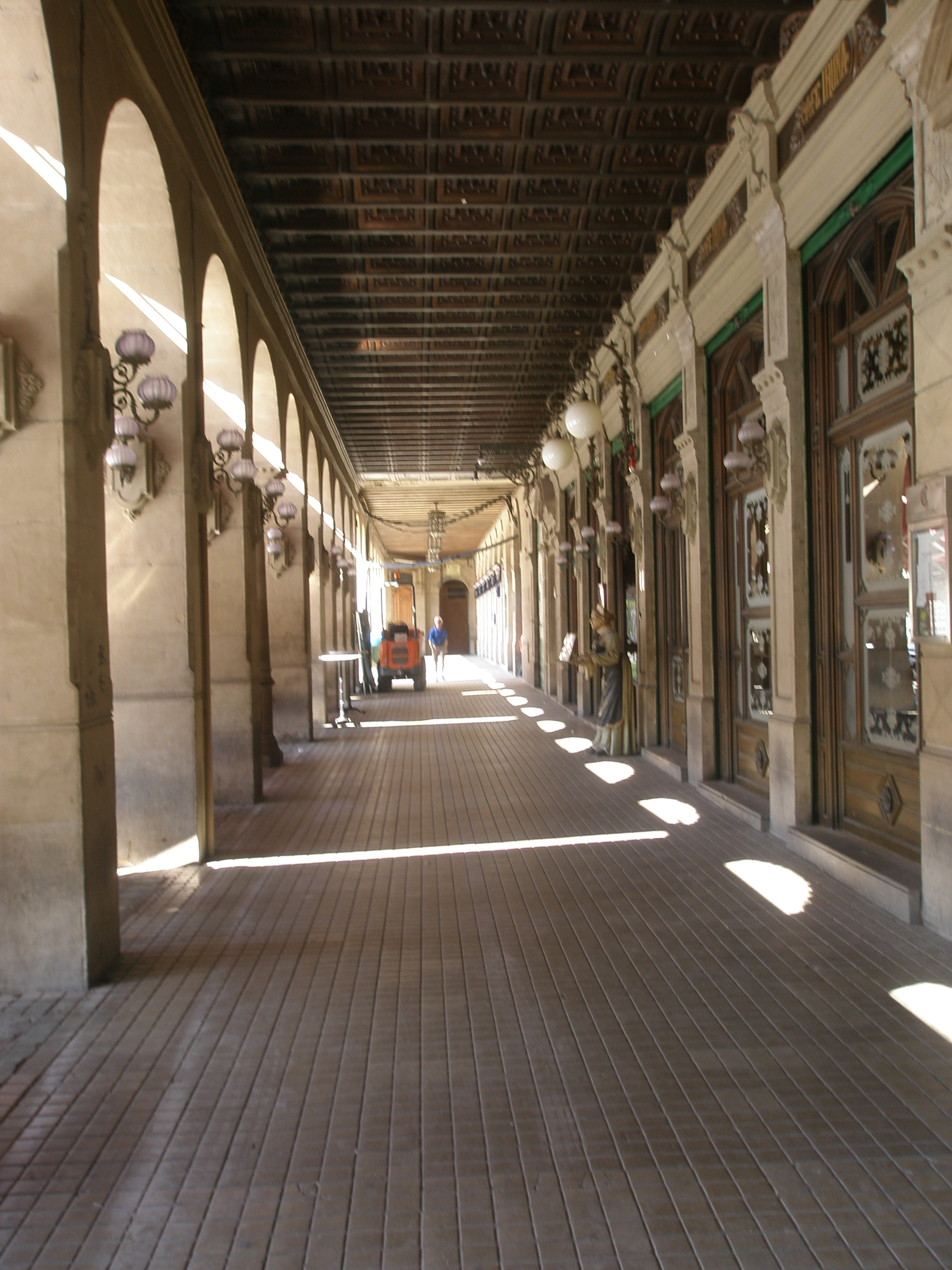
Portale junt al Café Iruña
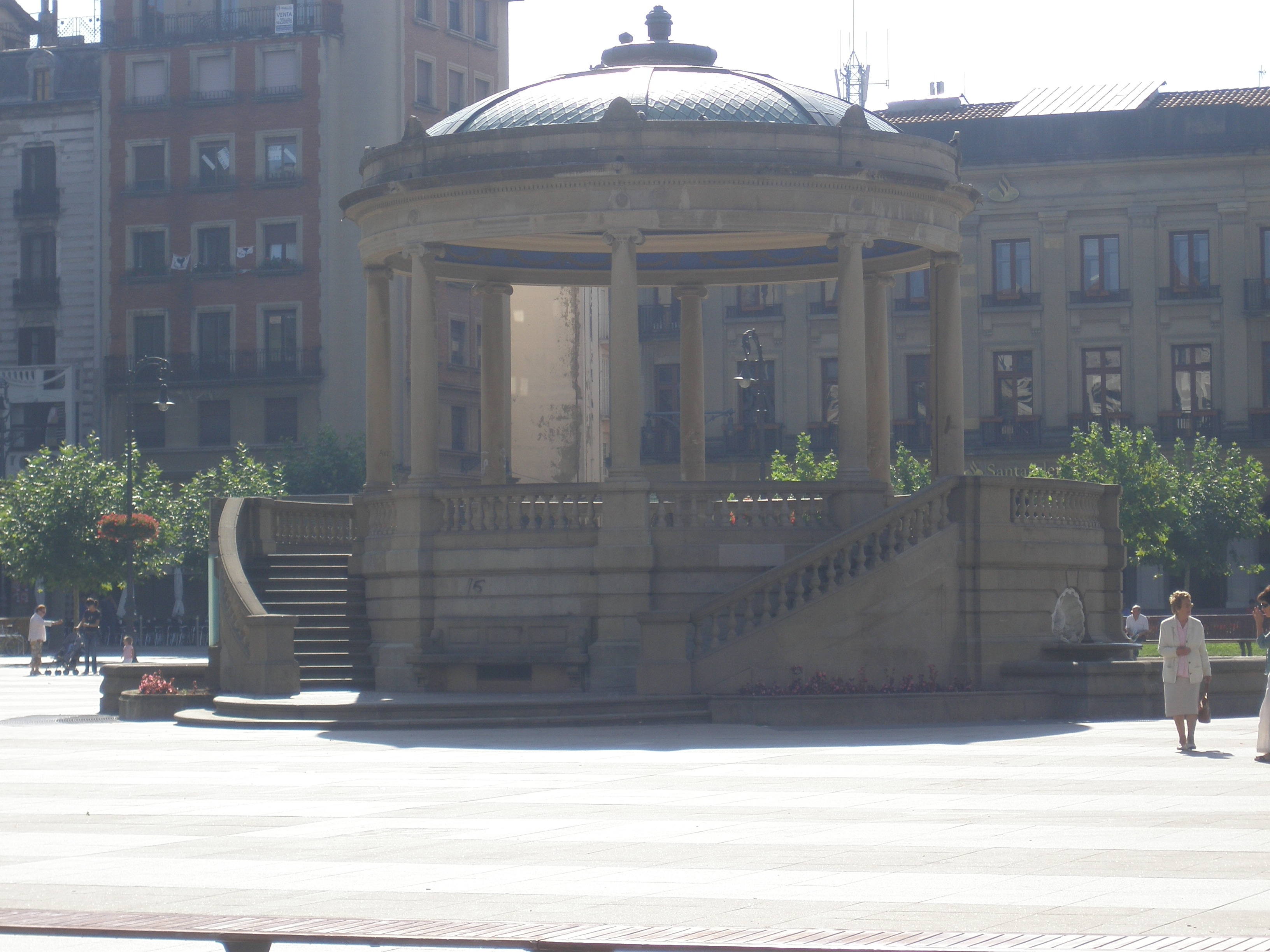
Quiosc.